# Kings Clipstone
Kings Clipstone är en by och en civil parish i Newark and Sherwood i Nottinghamshire i England. Skapad 1 april 2011 (CP).